# Dunszt Károly
Dr. Dunszt Károly (1939 körül – 2012. október 29.) Venesz József-díjas magyar cukrászmester, munkásképzőiskolai tanár.

## Élete
Szülei hentes-mészáros és sörkereskedők voltak. A pesterzsébeti Kossuth Lajos Gimnáziumban érettségizett 1958-ban. Eredetileg latin–magyar szakos tanárnak készült, azonban nem mehetett egyetemre, így cukrásznak tanult. Később a Dél-pesti Vendéglátó Vállalat munkatársa lett. Többnyire Csemege kockát, roládokat, Tátra csúcsot, Lúdlábat, Bambi szeletet és Csemege bombát készített. 
1962-ben kezdte meg tanulmányait a Vendéglátó Felsőfokú Szakiskola nappali tagozatán, ahol 1965-ben kapott oklevelet. Ezután tanítással foglalkozott egészen nyugdíjba vonulásáig. Közben a Közgazdaságtudományi Egyetemet is elvégezte, majd 1984-ben ugyanitt megszerezte doktorátusát. Az 1976. évi Pedagógus Nap alkalmából mint a budapesti Vendéglátóipari Szakmunkásképző Iskola igazgató-helyettese a Belkereskedelem Kiváló Dolgozója kitüntetésben részesült. 70. születésnapján kapta meg a Cukrász Ipartestület életműdíját.
1994-ben Venesz díjat kapott, 1996-ban pedig elnyerte a Magyar Köztársasági Ezüst Érdemkeresztet is, amely a cukrászati szakma és a közélet iránti elkötelezettségét ismerte el.
A pesterzsébeti temetőben helyezték nyugalomra.

## Könyvei
| Könyv címe                                                             | Kiadó                                           | Kiadás éve |
| ---------------------------------------------------------------------- | ----------------------------------------------- | ---------- |
| Cukrászati ismeretek                                                   | Képzőművészeti Kiadó                            | 2015       |
| Cukrászati technológia I-II. (É-307/I-II.)                             | Agrárszakoktatási Intézet                       | 2006       |
| Cukrászati ismeretek III. (A vendéglátóipari szakmunkásképzés számára) | Közgazdasági és Jogi Könyvkiadó                 | 1993       |
| Vendéglátó technológia                                                 | Kereskedelmi és Idegenforgalmi Továbbképző Zrt. | 2004       |
| Ételkészítési ismeretek                                                | Nemzeti Szakképzési és Felnőttképzési Hivatal   | 2002       |